# Другий лейтенант
Другий лейтенант (англ. Second lieutenant) — первинне військове звання офіцерського складу в Збройних силах США, Великої Британії, Бутану та інших країн світу.

## Галерея

Погон другого лейтенанта армії США на парадну форму одягу
Погон другого лейтенанта Королівських повітряних сил Канади
Погон другого лейтенанта Канадської армії
Погон другого лейтенанта (нід. Tweede-luitenant) Королівських повітряних сил Нідерландів
Погон другого лейтенанта (фр. Sous-Lieutenant) французької армії
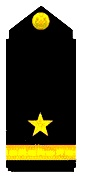
Погон другого лейтенанта ВМС Албанії